# Otaku no Seiza
Otaku no Seiza: An Adventure in the Otaku Galaxy (おたくの星座?) è un videogioco di ruolo del 1991 per Famicom. Nel 1993 ha ricevuto un remake dal titolo Aurora Quest: Otaku no Seiza in Another World (オーロラクエスト おたくの星座?) realizzato da Pack-In-Video per TurboGrafx CD. Dal gioco è stato inoltre tratto un anime nel 1994.